# 1079 هـ
1079 هـ هي سنة في التقويم الهجري امتدت مقابلةً في التقويم الميلادي بين سنتي 1668 و1669.

## مواليد
- محمد العربي بن أحمد بن عبد الله معن الأندلسي

## وفيات
- الحسن الهبل
- رميزان بن غشام التميمي